# Alaskafüchse
Alaskafüchse ist ein DEFA-Spielfilm von 1964 von Werner W. Wallroth nach der gleichnamigen Erzählung von Wolfgang Schreyer aus dem Jahr 1959. Das Drehbuch stammt von Egon Günther. Die Handlung ist auf einem Stützpunkt der US Air Force in Alaska angesiedelt, deren Aufgabe die Überwachung sowjetischer U-Boote am nördlichen Polarkreis ist.

## Weitere technische Daten
- Format: Schwarzweißfilm, Totalvision
- Uraufführung: Juli 1964 während der Sommerfilmtage 1964

## Handlung
Captain Jim Leslie, der bereits im Zweiten Weltkrieg und Koreakrieg als Pilot gedient hat, wird auf einen Stützpunkt der US Air Force in Alaska versetzt, der von Colonel Reed kommandiert wird. Aufgabe der dort stationierten Aufklärungsflugzeuge ist die Überwachung des Niemandslandes zwischen den USA und der Sowjetunion am nördlichen Polarkreis. Vor allem sollen mit Sonarbojen sowjetische U-Boote geortet werden, die noch niemals gesichtet wurden. Die Piloten nennen sich „Alaskan Foxes“ und haben mit dem Namen die Rücken ihrer Bomberjacken beschriftet.
Leslie trifft hier auf Bob Harris, einen alten Freund, mit dem er schon früher Einsätze geflogen hat. Beide sind froh, sich wiederzusehen. Der dritte Mann in ihrer Besatzung ist Sergeant Hester, ein ausgezeichneter Navigator, dessen Fähigkeiten äußerst wichtig sind, weil die Bordkompasse aufgrund der Nähe zum Nordpol verrückt spielen. Allerdings stellt Jim schnell fest, dass sein alter Kamerad Bob psychische Probleme hat, die aber von Seiten der Führung ignoriert werden, da sie scheinbar harmlos sind.
In der Bar des Stützpunkts lernt Jim Leslie Brenda Reed, die Tochter des Kommandeurs, Colonel Reed, kennen. Sie ist in Begleitung ihres Verlobten Gordon Gray, einem US-Senator. Beide verlieben sich auf Anhieb; es kommt zu einer heftigen Schlägerei zwischen Jim und dem Senator. Der Senator fordert Colonel Reed auf, seine Tochter zur Raison zu bringen, doch Reed schiebt das Problem beiseite.
Auf dem Stützpunkt kann auch ein sowjetischer Radiosender empfangen werden; die Sprecherin wird von den Amerikanern „Moskau-Molly“ genannt. „Molly“ teilt den Air Force-Angehörigen ständig intime Details, zum Beispiel über Beförderungen mit, wodurch klar wird, dass die Sowjets sehr gut über die Verhältnisse auf dem Stützpunkt informiert sind.
Eines Tags gibt „Molly“ eine Unwetterwarnung, die die Amerikaner unbedingt beachten sollen. Diese wird jedoch ignoriert, und Jim, Bob und Hester werden auf Druck von Gray zu einem erneuten Einsatz befohlen, obwohl ihre Ruhezeit noch nicht abgelaufen ist. Gray kann auf den Colonel Druck ausüben, da dieser Gray braucht, um sich von dem unwirtlichen Stützpunkt versetzen lassen zu können.
Inzwischen hat sich der gesundheitliche Zustand von Bob weiter verschlechtert. Seine Halluzinationen nehmen immer mehr zu; er hält sich zwischenzeitlich für George Washington oder Abraham Lincoln. Trotzdem fliegen Jim, Bob und Hester zusammen los, obwohl die Wetterlage immer dramatischer wird.
Tatsächlich muss die Maschine auf einer Eisscholle notlanden. Bei der Reparatur des Bugrads verletzt sich Bob schwer an einem Arm. Nun erfährt Jim von dem sich vor Schmerzen windenden Kameraden, was seine Krankheit ausgelöst hat. Bob und Hester waren zusammen mit einem anderen Piloten in der Eiswüste abgestürzt und verschollen. Dabei haben sie ihren Kameraden „aufgegessen“, wie Bob sich ausdrückt. Dieser Akt des Kannibalismus hat Bobs Psychose ausgelöst.
Jim erkennt, dass schnelle Hilfe nötig ist, um Bob zu retten. Entgegen den Vorschriften sendet er ein Peilsignal, damit vom Stützpunkt Hilfe geschickt werden kann. Es erscheint jedoch ein sowjetisches U-Boot, dessen Turm in unmittelbarer Nähe des Flugzeugs durchs Eis bricht. Jim und Bob werden zum Arzt des U-Boots geführt, der diagnostiziert, dass der verletzte Arm amputiert werden muss. Er macht Jim klar, dass alles, was er macht, falsch sein wird: Amputiert er den Arm nicht, wird die amerikanische Seite behaupten, er habe Bob sterben lassen. Amputiert er, wird behauptet werden, er habe Bob verstümmelt. Jim gibt sein Einverständnis zur Amputation, da Bob bewusstlos wird.
Die U-Boot-Matrosen schaufeln für das Flugzeug auf der Eisscholle eine Notlandebahn frei. Jim kann starten und landet wohlbehalten auf dem Stützpunkt. Dort ist man über sein Verhalten empört. Brenda sagt sich von ihm los, Bob macht Jim Vorwürfe wegen des amputierten Arms. Als Jim zum Colonel gerufen wird, springt zuerst Bob vom Dach eines Stützpunktgebäudes, dann Jim. Ob sie die Sprünge, die sie früher aus Übermut gemacht haben, überlebt haben, bleibt offen.

## Abweichungen von der Literaturvorlage
Schreyers Erzählung Alaskafüchse wurde erstmals 1959 in dem Sammelband Alaskafüchse. Fünf Berichte aus drei Erdteilen publiziert (S. 5–156). Die Handlung ist wesentlicher komplexer als der Filmplot. Jim Leslie ist aus Frankreich praktisch nach Alaska strafversetzt, weil er in Paris mit einer jungen französischen Kommunistin befreundet war. Im Roman wendet sich Brenda nicht von Leslie ab, sondern verlässt stattdessen ihren Verlobten und wartet in Fairbanks auf das Urteil des Militärgerichts über Leslie, der verhaftet wurde. Sie ist in jedem Fall entschlossen, bei ihm zu bleiben, egal, wie die Strafe ausfallen wird.

## Überlieferung
- Eine VHS- oder DVD-Edition ist bislang nicht erfolgt.

## Trivia
- Der Film wurde von Komponist Sasse mit einer originellen Musik mit Jazz-Elementen unterlegt.